# Сук Олег Іванович
Оле́г «Джо́н» Су́к (* 26 червня 1965, Тернопіль) — український музикант, композитор, басист рок-групи «Мертвий Півень», клавішник рок-групи «Ґорґішелі».

## Творчі кроки: коротко про головне
Мистецький шлях розпочав у стінах «Львівської Політехніки», де почав експериментувати зі звуком та бас-гітарою. Перманентні пошуки привели — Олега до «Мелодрому» одного із джазових «бендів» Львова, як наслідок — лауреатство на двох поспіль джазових фестивалях — «Кришталевий Лев» в кінці 1980-х років. Разом із тим музикант заснував арт-роковий «Катарсис». Після півторарічного музикування разом із гітаристом Людвігом Конопком спільними зусиллями народилася формація «Клуб Шанувальників Чаю», що існувала протягом 1989—1993 років. Після її розпаду Олег створив проєкт «Уліс», тримав партію бас-гітари в групі «Гра в бісер» та влився до Мертвого Півня (1992), учасником якого залишається і донині.
В 1995—1996 роках організував літературно-музичну джаз-формацію «Вогні Великого Міста» з письменником Юрієм Покальчуком та музикантом Юрком Дудою.
2003 року в рамках власного проєкту «…але час, як ріка…» Олег звернув увагу на колектив з андерграундною філософією — «Чорний Вересень», і, знайшовши спільні мову та смаки, почав співпрацювати. Гурт отримав друге народження та другу назву — «Ґорґішелі».

## Особисті авторські проєкти
- 1995 — Проєкт «Є». Спроба зафіксувати тогочасний стан музичного Львова. Задіяно близько 50 осіб. Олег писав музику, за тексти було взято вірші Богдана Лепкого, Богдана-Ігоря Антонича, Василя Пачовського, Олексадра Олеся. У записі аудіоальбому брали участь вже відомі на той час музиканти та гурти: «Плач Єремії» та Тарас Чубай, «Мертвий Півень», «Клуб шанувальників чаю», «999», хлопці з «Братів Гадюкіних», дебютанти: «Океан Ельзи», Леся Герасимчук та «Королівські зайці», «Піккардійська Терція», «Пам'ятки архітектури», Руслана.
- 2003 — «…але час, як ріка…». Якось мірою продовження проєкту «Є». Було залучено таких авторів текстів: Юрія Андруховича, Юрія Покальчука, Ігоря Римарука, Костя Москальця. Музиканти-початківці в 1995-ому («Океан Ельзи», «Пікардійська терція», Руслана) — тепер справжні зірки українського шоу-бізу — разом з когортою новачків («Годо», «Чорний Вересень», Юрко Лаврін, Світлана Кирильчук)[3] дали друге життя старим композиціям та виконують нові.

На жаль, перший проєкт, як і другий, не отримали належного висвітлення у медіа, майже не знайшли свого слухача. Музика Джона — це постійна проєкція в майбутнє. Ця щирість, глибоке світовідчуття, ця філософія у ній ще обов'язково знайдуть свій вихід назовні та потраплять до адресата.

## Дискографія[4]
| Рік виходу | Назва альбому                                              | Виконавець                         |
| ---------- | ---------------------------------------------------------- | ---------------------------------- |
| 1993       | «Mistery Mirror»                                           | «Клуб Шанувальників Чаю»           |
| 1994       | «Підземне Зоо»                                             | «Мертвий Півень»                   |
| 1995       | «Live У Львові»                                            | «Мертвий Півень»                   |
| 1995       | «НЕБО-РОК`95. Страхітливі Уродини»                         | Віктор Неборак                     |
| 1995       | «Є»                                                        | авторський проєкт                  |
| 1996       | «Il Testamento»                                            | «Мертвий Півень»                   |
| 1996       | «"ОХ". Комедія Екстазу»                                    | авторський проєкт                  |
| 1997       | «Міський бог Ерос»                                         | «Мертвий Півень»                   |
| 1997       | «1989 - Вибране – 1997»                                    | «Мертвий Півень»                   |
| 1998       | «Шабадабада»                                               | «Мертвий Півень»                   |
| 1998       | «Вони Кажуть»                                              | «Вогні Великого Міста»             |
| 2000       | «Треба Встати і Вийти»                                     | Віктор Морозов та «Четвертий Кут»  |
| 2002       | «Тополі»                                                   | «Вогні Великого Міста»             |
| 2003       | «…але час, як ріка…»                                       | авторський проєкт                  |
| 2003       | «Афродизіяки»                                              | Віктор Морозов та «Мертвий Півень» |
| 2003       | «Подорож в Країну «Бас»                                    | Всеволод Дячишин                   |
| 2004       | «Мертвий Півень. Mp-3 Колекція на двох дисках»             | «Мертвий Півень»                   |
| 2005       | «Рок Легенди України. Українська Колекція. Мертвий Півень» | «Мертвий Півень»                   |
| 2006       | «Пісні Мертвого Півня»                                     | «Мертвий Півень»                   |
| 2006       | «Аморе»                                                    | «Ґорґішелі»                        |
| 2008       | «Кримінальні Сонети»                                       | «Мертвий Півень»                   |
| 2006       | «Вибраний Народом»                                         | «Мертвий Півень»                   |
| 2008       | «Армія Світла»                                             | Віктор Морозов та «Четвертий Кут»  |
| 2009       | «Live»                                                     | «Ґорґішелі»                        |
| 2009       | «Made in ЮА»                                               | «Мертвий Півень»                   |
| 2010       | «Ромбамбар»                                                | «Ґорґішелі»                        |